# Пјуза
Пиуза или Пимжа (рус. Пиуза, Пимжа; ест. Piusa jõgi) река је која протиче преко југоисточних делова Естоније и западних делова Псковске области (Печорски рејон) Русије. Највежа је западна притока Псковског језера и део басена реке Нарве, односно Финског залива Балтичког мора.
Укупна дужина водотока је 109 km, од чега је свега 13 km преко територије Русије. Површина сливног подручја је 796 km², од чега је 508 km² на тлу Естоније. Укупан пад речног корита је 214 метара, што Пиузу чини естонском реком са највећим падом.